# Edward Lloyd (editore)
Edward Lloyd (Thornton Heath, 16 febbraio 1815 – Londra, 8 aprile 1890) è stato un editore, imprenditore e inventore britannico.

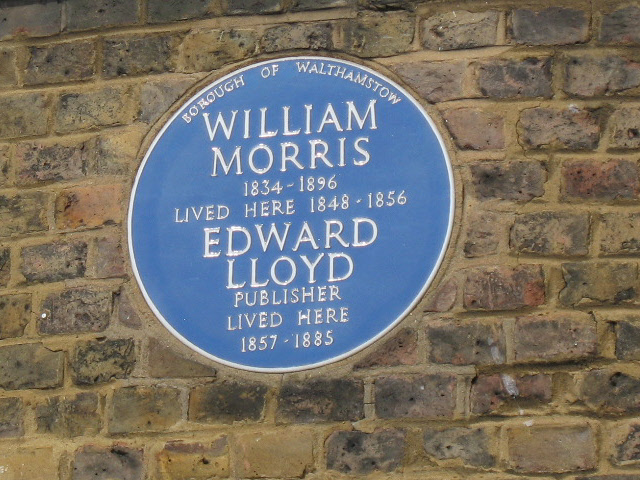
Targa blu a William Morris e Edward Lloyd alla William Morris Gallery di Walthamstow. "Water House" era la casa della famiglia Lloyd dal 1856. Gli eredi di Edward Lloyd cedettero parte della proprietà di 100 acri alla gente di Walthamstow nel 1898 e fu aperta come Lloyd Park nel 1900

La sua prima produzione di narrativa serializzata fece avvicinare Sweeney Todd, un vampiro gentiluomo e molti eroi romantici, a un nuovo pubblico, quella gente che non aveva libri da leggere e che, con l'economicità delle sue pubblicazioni, potevano permettersi di acquistarli e divertirsi. Il suo popolarissimo periodico "Penny dreadful" gli consentì di entrare nella produzione dei giornali.
Allontanandosi dalla narrativa, nel 1850, il suo periodico domenicale, Lloyd's Weekly, fu il primo giornale a raggiungere una tiratura di un milione di copie. In seguito creò il Daily Chronicle, rinomato per l'ampiezza della sua copertura giornalistica. Crebbe sotto l'influenza politica fino a quando non fu acquistato, nel 1918, dal primo ministro David Lloyd George.
L'entusiasmo di Lloyd per i progressi dell'industria e l'innovazione tecnica gli diedero un vantaggio competitivo imbattibile rispetto ai suoi concorrenti. Nel 1856 stabilì un nuovo standard per l'efficienza di Fleet Street introducendo la rotativa Hoe. Pochi anni dopo, compiendo il passo insolito di produrre in proprio la carta per i giornali, rivoluzionò il commercio della carta producendo grandi quantità di erba sparto in Algeria. Lloyd fu l'unico proprietario di giornali del XIX secolo ad assumere il controllo dell'intera catena di fornitura, ovvero a ottenere una piena integrazione verticale.
Il professor Rohan McWilliam dell'Anglia Ruskin University crede che Lloyd sia stato una figura chiave che ha plasmato la cultura popolare, in termini di stampa e narrativa popolare, affermando che "è stato una figura chiave nell'emergere dei giornali e della cultura popolare in Gran Bretagna".

## Biografia
Edward Lloyd era il terzo figlio di una famiglia impoverita dai fallimenti intermittenti del padre. Era nato a Thornton Heath e trascorse la sua vita a Londra. Dopo aver lasciato la scuola a 14 anni, abbandonò il lavoro in uno studio legale quando scoprì un argomento molto più avvincente dei suoi studi serali al London Mechanics Institute: la stampa.
Questo plasmò le sue ambizioni e alimentò una passione per l'invenzione e i macchinari che avrebbe perseguito per il resto della sua vita. Allo stesso tempo, la sua conoscenza del modo di vivere delle persone che affollavano le strade della periferia della città lo ispirarono a incoraggiare i poveri a leggere e quindi a migliorare il loro destino nella vita. Facendo pagare un penny per tutte le sue pubblicazioni, il suo contributo alla diffusione dell'alfabetizzazione è stato ampiamente riconosciuto.
Lloyd ricevette un'istruzione scolastica completa in un momento in cui la maggior parte delle persone aveva poca o nessuna capacità di lettura di base che alcuni avevano appreso alla scuola domenicale. Con il ritmo crescente dell'industrializzazione, c'era una grande domanda di lavoratori alfabetizzati, in particolare di impiegati. Egli voleva diffondere i vantaggi della piena alfabetizzazione, della matematica e della cultura generale, rendendo accessibile a tutti il materiale di lettura. Poiché le donne dovevano rappresentare gran parte dei suoi lettori, il materiale pubblicato doveva anche essere decente e moralmente sano.
All'inizio fu in grado di mantenersi vendendo oggetti economici come cartoline e canzoni. Nel 1832, fondò il suo primo periodico, The Weekly Penny Comic Magazine. Ciò potrebbe aver portato alla sua collaborazione con il fumettista Charles Jameson Grant, del quale pubblicò alcuni fumetti a metà degli anni 1830 in una serie chiamata Lloyd's Political Jokes. Dal 1835 installò le sue presse per la stampa in locali presi in affitto.

### Narrativa popolare
Le responsabilità di Lloyd crebbero nel 1834 dopo che si era sposato ed era nato il suo primo figlio. Scrisse e stampò un manuale di stenografia basato su ciò che aveva imparato all'Istituto, inserendo a mano tutti i segni e vendendolo per 6 penny.
Alla ricerca di una fonte di reddito più stabile, si rivolse alla narrativa serializzata. Alcuni racconti vennero pubblicati a sé stanti e altri a puntate in alcuni periodici. Nel corso degli anni, ne lanciò molti sotto i nomi di People's Periodical and Family Library, Lloyd's Entertainment Journal e Lloyd's Penny Weekly Miscellany of Romance and General Interest. Mentre altri editori si erano concentrati su argomenti pratici come il giardinaggio e la gestione della casa o avevano mescolato questo materiale con altre storie, lui si orientò verso una scrittura di storie popolari. Sia le storie che le riviste continuarono ad essere pubblicate finché durò la richiesta.
Come editore, Lloyd non aveva grandi pretese. La sua produzione era priva di snobismo, sia sociale che intellettuale. Non rivendicava l'originalità e utilizzava spesso le buone idee degli altri. Finché il racconto era originale, le trame potevano essere prese da qualsiasi luogo, una libertà ancora sostenuta dalla legge sul copyright. Se una storia non piaceva più ai suoi lettori, diceva all'autore di porvi fine in un episodio e iniziarne poi una nuova.
Dalla metà degli anni 1839 fino ai primi anni 1850, la sua prolifica produzione eclissò quella della concorrenza. Le sue prime pubblicazioni riguardavano le vite piuttosto assetate di sangue di pirati e banditi che si guadagnarono il nome di "penny bloods" (in seguito chiamate "penny dreadfuls"). Tuttavia, la sua specialità erano le "storie d'amore", storie emozionanti di amore e avventura. The String of Pearls, con Sweeney Todd come antieroe, e la sua storia di vampiri, Varney il vampiro, appartenevano a questa categoria. Pubblicò circa 200 romanzi mentre il suo concorrente più vicino, George Pierce, ne aveva pubblicati meno di 50.
Molti autori indipendenti contribuirono con il loro materiale, dapprima pagato per rigo di scrittura e poi per pagina. Un gruppo di incisori gli fornirono xilografie per le illustrazioni. Gli autori con i quali ebbe un rapporto privilegiato furono James Malcolm Rymer (1814-1884) e Thomas Peckett Prest (1810-1859).

### Plagio
Lloyd iniziò presto a plagiare Charles Dickens, con opere come The Penny Pickwick, Oliver Twiss e Nickelas Nicklebery. Si dice che un numero del suo "Pickwick" avesse venduto 50.000 copie e non fu gentile da parte sua vantarsi di aver venduto più dell'originale: l'opera di Dickens costava 12 volte di più dell'imitazione di Lloyd. Le versioni plagiate costavano solo un penny e venivano vendute attraverso tabaccherie e piccoli negozi per raggiungere il mercato dei lettori semi-alfabetizzati al di fuori della fascia dei librai borghesi.
Il plagio era tutt'altro che lodevole, ma all'epoca era un uso comune. La legge era impotente a fermarlo e una causa intentata da Chapman & Hall, gli editori di Dickens, non ebbe alcun effetto pratico. Lloyd fu citato in giudizio per "imitazione fraudolenta" di The Pickwick Papers nel 1837. Il giudice stabilì che gli editori non avevano presentato un ricorso appropriato, senza aver chiesto a Dickens di testimoniare. Grazie alla sua instancabile campagna per la riforma, una legge del 1842 conferì agli autori il diritto d'autore e di fermare le violazioni di copyright.

### Dalla fiction a Fleet Street
Si dice spesso che Lloyd si vergognasse delle sue prime produzioni editoriali e mandasse persone in tutto il paese a comprare e bruciare tutto ciò su cui potevano mettere le mani. Poiché i suoi nipoti sembrava non fossero stati a conoscenza della sua carriera iniziale, avrebbe potuto così nasconder loro la sua attività da giovane imprenditore. Nel 1861, tenne una vendita di rimanenze di magazzino che segnalava una fine pubblica dell'attività, ma potrebbe essere stato convinto in seguito a riscrivere la propria storia come quella di una famiglia che aveva raggiunto le vette della borghesia vittoriana.
Le fortune di Lloyd furono instabili. Evitò la bancarotta nel 1838 ma, nel 1841, lui e suo fratello maggiore Thomas pagarono in contanti l'ingresso nella società della Venerabile Compagnia dei Produttori di Occhiali (ottici). Potrebbero averlo fatto perché Edward voleva avviare un'attività nella City e l'appartenenza a una compagnia di primo piano era un aiuto necessario o utile allo scopo. Nel 1843 trasferì la sua attività da Shoreditch al 12 Salisbury Square EC4, la vecchia casa di Samuel Richardson. Divenne anche un massone nel 1845 affiliato alla Royal York Lodge of Perseverance.
Negli anni 1840, Lloyd ampliò la sua produzione di narrativa di serie. L'economia del Regno Unito divenne instabile proprio quando l'attività era al massimo e il quotidiano della domenica si stava ancora affermando. Nei quattro anni, dal 1847 al 1850, la deflazione aumentò il valore del denaro di oltre il 20%. Fortemente indebitato, Lloyd lottò e dovette nuovamente scendere a compromessi con i suoi creditori nel 1848. Dopo 8 anni l'inflazione ridusse nuovamente il valore del denaro ma, a quel punto, Lloyd aveva sistemato le sue finanze. Quando morì nel 1890, il suo patrimonio valeva almeno 100 milioni di sterline al valore di oggi.

## Pubblicazione di giornali
È chiaro che Lloyd voleva pubblicare un giornale fin dall'inizio, ma l'imposta di bollo lo rendeva troppo costoso per il suo pubblico. Non solo la pubblicazione di notizie era soggetta a un dazio, ma anche la pubblicità era soggetta a una tassa.
Uno dei modi per evitare l'imposta sulle notizie era pubblicare una storia fittizia o storica che facesse eco alle notizie di attualità in modo che i lettori potessero apprendere l'esito dell'evento reale dalla conclusione della storia. Il titolo Lloyd's Penny Sunday Times & People's Police Gazette suggerisce che questo conteneva tali "notizie", insieme a qualche finzione vera e propria.
Sebbene l'imposta sulle notizie fosse la più odiosa “tassa sulla conoscenza”, il pesante dazio sulla carta ebbe un effetto dannoso sull'economia dei giornali. Il processo Fourdrinier produceva carta su una bobina continua. L'efficienza della "stampa web", che questo prometteva, venne vanificata dall'insistenza dell'Ufficio dei bolli a timbrare la carta in fogli. Sebbene ciò fosse positivo per i lavoratori della stampa, i vantaggi per Fleet Street furono ritardati di 50 anni.

### Giornale Lloyd's Weekly
Il lancio del giornale della domenica che alla fine divenne il Lloyd's Weekly  fu rovinato da due delle cattive abitudini di Lloyd. In primo luogo, copiò il titolo e il formato dal giornale di grande successo The Illustrated London News che era stato lanciato nel maggio 1842. In secondo luogo, cedette all'impulso di evitare l'imposta di bollo.
Il Yhe Lloyd's Penny Illustrated Newspaper divenne per la prima volta il Lloyd's Illustrated London Newspaper quando l'Ufficio dei bolli decise di multare Lloyd per non aver pagato l'imposta di bollo. Questa versione non andò meglio: le incisioni di qualità si rivelarono troppo costose e quindi le abbandonò e ribattezzò il giornale Lloyd's Weekly London Newspaper. Nel 1843 dovette aumentare il prezzo a 3 penny, aumentando però il numero di parole per compensare.
Gli editoriali del giornale presero una linea molto radicale. Poiché Lloyd controllava personalmente i contenuti, questi probabilmente riflettevano le sue opinioni, ma non ci sono prove certe delle sue simpatie politiche. Era altrettanto importante per lui seguire la linea radicale perché i suoi lettori non avrebbero avuto nulla a che fare con la politica di Whig o Tory.
Lloyd svolgeva personalmente la maggior parte dei compiti ora associati a un editore, tenendoli stretti per tutta la vita. Il giornale conteneva in gran parte notizie oggettive. L'idea propagata dagli storici della stampa vittoriana che il Lloyd's Weekly fosse specializzato in crimini, scandali e sensazioni non potrebbe essere stata più fuorviante. Certo, acquisiva notizie dalla polizia e dal tribunale, ma era scritto con decenza e non aveva nulla in comune con i tabloid colorati di oggi. Lloyd voleva che l'uomo della strada potesse portarlo a casa e avesse la sicurezza di lasciarlo leggere a sua moglie e persino ai suoi figli.
Lloyd scritturò un giornalista di alto rango letterario, Douglas Jerrold, nel 1852. Lo stipendio (£ 1.000 all'anno) era stravagante ed eccessivo per un articolo di spicco a settimana, a dimostrazione della determinazione di Lloyd di reclutare un redattore di punta. Jerrold era liberale, ma con una piccola "L" piuttosto che come un seguace del Partito Liberale. I due uomini andavano d'accordo e si ritiene che Jerrold abbia avuto una notevole influenza, in particolare nel tenere a freno le tendenze più selvagge di Lloyd.
Dopo la morte di Douglas, nel 1857, suo figlio Blanchard subentrò e continuò fino alla sua morte nel 1885. Il ruolo passò poi al fidato impiegato di lunga data di Lloyd, Thomas Catling. Avendo iniziato nella redazione, Catling divenne un reporter dal classico stampo di segugio delle notizie e in seguito sub editore.
Dimostrò di essere un amico leale e un assistente indispensabile per Lloyd. Era un convinto sostenitore di William Gladstone e il Lloyd's Weekly sostenne il Partito Liberale quando era editore. Robert Donald, che aveva anche curato il Daily Chronicle, divenne editore nel 1906.
La tiratura del Lloyd's Weekly raggiunse le 32.000 copie nel primo anno, ma fu poi lenta a crescere. Le cose migliorarono nel 1852 grazie alla nomina di Jerrold e ad alcune richieste di copertura, come la morte e il funerale del duca di Wellington. Raggiunse la soglia delle 100.000 copie nel 1855 quando fu abolita l'imposta di bollo sulle notizie e il prezzo del giornale scese a 2 penny.
L'argomento decisivo arrivò nel 1861 quando fu abolito il dazio sulla carta. Lloyd ridusse il prezzo a 1 penny e la crescita della tiratura decollò. Nel 1865 vendeva più di 400.000 copie. Divenne così popolare che l'artista del music-hall, Matilda Wood, scelse come nome d'arte quello di Marie Lloyd "perché tutti hanno sentito parlare dei Lloyd's". La tiratura continuò ad aumentare costantemente e superò il milione di copie il 16 febbraio 1896 e durante la guerra salì a 1.500.000 di copie.
Il Lloyd's Weekly passò alla compagnia di Lloyd George nel 1918 insieme al Daily Chronicle e perse importanza negli anni 1920. Fallì un tentativo del prolifico scrittore popolare, Edgar Wallace, di mantenerlo in vita in modo indipendente dopo il crollo finanziario del 1929. Nel 1931, il Sunday News, come si chiamava allora, fu accorpato al Sunday Graphic.
Lloyd amava questo giornale come il suo primogenito. Nel 1889 intraprese un'importante revisione, dato che il formato non era cambiato molto negli ultimi 45 anni. Era così affaticato che quell'estate si ammalò, probabilmente di un attacco di cuore. Dopo essersi ripreso, aveva ricominciato a lavorare quando morì l'8 aprile 1890.

### The Daily Chronicle
All'inizio degli anni 1860, Lloyd pubblicava un giornale della domenica di grande successo utilizzando la tecnologia più efficiente disponibile al tempo. Decise di lanciare un quotidiano, senza dubbio, in parte per giustificare un'operazione di stampa all'avanguardia che era utilizzata solo una volta alla settimana. Anche un quotidiano era sicuramente necessario per stabilire una seria presenza a Fleet Street.
Acquistò un giornale locale di Londra nel 1876 e lo trasformò in un giornale nazionale nel 1877. Quello che una volta era stato il Clerkenwell News divenne altamente redditizio grazie alla pubblicità, una questione di grande interesse per Lloyd. Pagò 30.000 sterline per l'acquisto e poi ne spese ulteriori 150.000 per svilupparlo (circa 19 milioni di sterline in denaro moderno).
Rivolto al mercato intermedio, il giornale venne apprezzato per la sua copertura giornalistica: "La sua forza sembra essere al di fuori della politica, perché viene letto, non per quello che dice di liberale o conservatore, né per il sensazionalismo che è il cardine di alcuni altri giornali, ma principalmente per la sua rappresentazione accurata di ciò che sta accadendo intorno a noi. " 
Lloyd desiderava vendere i suoi libri a lettori che altrimenti non avrebbero preso in considerazione la possibilità di leggere. Lo scrittore preferito fu un giornalista letterario irlandese, Robert Whelan Boyle che morì nel febbraio 1890, due mesi prima di Lloyd. Lui e gli autori che lo seguirono furono tutti entusiasti della preferenza letteraria del giornale, che riportava molte recensioni di libri e saggi. All'obiezione che il mercato di riferimento non "apparteneva alle classi di acquisto dei libri", dissero: "Perché [i libri] non dovrebbero essere portati alla conoscenza dell'uomo della strada?" 
Nel 1904, Robert Donald fu nominato giornalista del Chronicle. Era capace, fieramente indipendente e scrupoloso nella sua adesione ai principi. Questa si rivelò però essere la sua fine e quella dell'impero di Lloyd nel 1918.
Nell'aprile 1918, Lloyd George, l'allora primo ministro d'Inghilterra, assicurò alla Camera dei comuni che l'esercito britannico non era stato ridotto numericamente prima di contrastare l'assalto tedesco a marzo. Ciò era stato messo in discussione da Sir Frederick Maurice, il generale responsabile della gestione militare sul fronte occidentale.
The Chronicle riportò di fatto il dibattito su Maurice alla Camera dei comuni, ma poi Donald assunse Maurice come corrispondente militare del giornale. Infuriato, Lloyd George convinse Sir Henry Dalziel, già proprietario di un giornale, a rilevare il Chronicle. Il denaro venne raccolto da amici del partito e vendendo titoli nobiliari.
Dopo un'intensa negoziazione con Frank Lloyd, il figlio di Edward Lloyd, il Chronicle fu  venduto per 1,6 milioni di sterline. La valutazione dell'azienda, da parte dei Lloyd, (Chronicle, Lloyd's Weekly e pubblicazioni di libri e riviste) fu di 1,1 milioni di sterline. Essere pagati quasi la metà di più della valutazione era un'offerta troppo buona perché gli eredi dei Lloyd's la rifiutassero. Donald e Maurice erano stati tenuti all'oscuro fino al giorno prima che l'acquisizione entrasse in vigore, sollevando alcuni dubbi sulla lealtà di Frank Lloyd verso i suoi dipendenti.
Il passaggio di uno dei pochi giornali veramente indipendenti alla proprietà politica fu deplorato all'epoca ed ebbe un certo effetto shock.

## Innovazione industriale
L'entusiastico abbraccio di Edward Lloyd alla nuova tecnologia contribuì molto a promuovere l'efficienza della produzione di giornali per mezzo secolo. Comprese anche l'importanza della pubblicità nell'economia di Fleet Street e ideò diversi ingegnosi schemi promozionali.
Da gadget utili, come i tubi parlanti tra le stanze dei suoi uffici, a macchine enormi e costose che producevano migliaia di giornali e chilometri di carta da giornale ogni giorno, Lloyd si era impegnato a cercare e comprendere qualsiasi cosa fosse di potenziale interesse. Le sue due innovazioni epocali furono l'uso delle macchine da stampa rotative di Hoe e la raccolta dell'erba sparto per la fabbricazione della carta.

### Stampa
Nel 1850, quando la tiratura del Lloyd's Weekly stava aumentando vertiginosamente, si rese urgente una maggiore velocità di stampa. Lloyd sentì parlare della rotativa sviluppata da Richard Hoe a New York che avrebbe moltiplicato la velocità della stampa dei suoi giornali e andò subito a Parigi per ispezionare l'unico esemplare presente in Europa. Dopo il sopralluogo ordinò che una di queste fosse consegnata a Londra senza indugio, e poi una seconda.
Hoe vinse la sua riluttanza a vendere entrambe a metà prezzo, un rischio ampiamente ricompensato dai 12 ordini di altri giornali londinesi che seguirono presto la sua scelta. Questa fu una decisione felice per Lloyd. Aveva programmato un viaggio a New York per convincere Hoe dei vantaggi di avere due macchine a basso costo. La nave su cui era prenotato, l'Artico, affondò con la perdita di 315 persone.
La domanda nel Regno Unito era tale che Hoe aprì una fabbrica vicino a Fleet Street negli anni 1870. Nel 1888, i giornali londinesi utilizzavano 29 presse Hoe, un numero eguagliato dalle rotative francesi Marinoni che offrivano prestazioni simili. Le restanti 35 provenivano da diversi fornitori.
Hoe e Lloyd crearono una collaborazione che durò tutta una vita (Hoe morì quattro anni prima di Lloyd). Hoe apportò costantemente dei miglioramenti, ad esempio modificando la sua originale rotativa per ben 175 volte prima che fosse sostituita. I consigli di Lloyd furono inestimabili nel guidare il lavoro di Hoe e Lloyd testò nuove funzionalità. Aggiornava le sue macchine da stampa man mano che Hoe aveva sviluppato qualcosa di utile. Il suo ultimo acquisto, nel 1887, fu di otto macchine ciascuna delle quali era in grado di stampare 24.000 giornali l'ora.

### Fabbricazione della carta
Sempre negli anni 1850, i problemi di approvvigionamento indussero Lloyd a creare una propria fabbrica per la produzione della carta. Stracci di cotone, cascami di cotone e paglia non potevano più soddisfare la domanda e cercò delle alternative.
L'erba sparto, un'erba dura del deserto precedentemente acquistata dalla Spagna per la produzione di carta di qualità, sembrava promettente. Lloyd partì per l'Algeria dove accettò di affittare i diritti per il raccolto di sparto su 40.000 ettari. Nei suoi centri di lavorazione di Orano e Arzew, installò macchinari idraulici che compattavano l'erba in balle strette in modo che il trasporto del prodotto, ingombrante ma leggero, fosse conveniente e noleggiò una nave per  trasportarlo in Inghilterra.
Lloyd fu in grado di iniziare a produrre carta da giornale nel 1861 su un sito a Bow Bridge nell'East London. Ben presto divenne autosufficiente e in seguito vendette l'eccedenza ad altri giornali. Nel 1863 acquistò una vecchia cartiera a Sittingbourne nel Kent. Per 13 anni venne utilizzata per ridurre in poltiglia lo sparto e la paglia per la fabbrica di Bow. Nel 1876, nonostante i dubbi del produttore sulla sua praticità, venne installata un'enorme macchina sperimentale, larga 37 centimetri e costruita secondo le specifiche di Lloyd. Funzionò brillantemente e l'intera operazione venne spostata a Sittingbourne nel 1877, dove fu poi installata una macchina statunitense ancora più grande.
La polpa di legno avrebbe dovuto sostituire lo sparto già durante la vita di Lloyd, ma iniziò ad importarla solo al momento della sua morte. Suo figlio Frank, che aveva assunto la direzione della cartiera, creò impianti di produzione di pasta di legno con diritti di importazione di tronchi dalla  Norvegia dalle località di Hønefoss e Hvittingfoss. Lo stabilimento di Sittingbourne  crebbe fino a diventare il più grande del mondo e Frank aprì una nuova cartiera nella vicina Kemsley negli anni 1920. L'azienda fu venduta poco dopo la sua morte nel 1927 ad Allied Newspapers (i Berry Brothers che divennero Lords Camrose, Kemsley e Iliffe). La vendettero a Bowater nel 1936, che a sua volta la cedette a Metsä-Serla nel 1998, che la chiuse definitivamente nel 2007.

### Pubblicità
L'idea promozionale più avventurosa di Lloyd fu quella di stampare monete di rame con le parole "Lloyd's Weekly Newspaper 3 penny Post Free". Acquistò una macchina che poteva stampare 250 monete all'ora. Giunse una lettera al Times nella quale si lamentava del deturpamento della moneta del regno e, nel 1853, il Parlamento approvò una legge che rendeva il conio di monete un crimine. Lloyd non fu deluso poiché l'intera vicenda aveva dato una massiccia pubblicità al suo giornale. Continuò a utilizzare le monete per la pubblicità incollandovi dei dischi di carta. Un altro stratagemma consisteva nell'inviare uomini durante la notte a dipingere pubblicità per il Lloyd's Weekly sui marciapiedi di Londra.
Per promuovere le proprie pubblicazioni, Lloyd introdusse il manifesto pittorico. Si dice che avesse passato molto tempo a girare per il paese alla ricerca di posti dove mettere i cartelloni. Anche se senza dubbio avrebbe cercato luoghi adatti durante il viaggio, l'idea che si sarebbe preso una pausa dal suo carico di lavoro sovrumano a Londra, per fare qualcosa che poteva essere così facilmente delegato, non è credibile.
Aveva 25 squadre di applicatori di manifesti dotati di pubblicità di varie forme e dimensioni che viaggiavano in lungo e in largo per il paese. Hatton riferì di aver speso fino a £ 300 a settimana (£ 32.500 di oggi) in "acquisto e affissione". Catling riferì che Lloyd aveva fatto frequenti visite ai negozi dei barbieri per sondare le opportunità di vendita locali e per ascoltare i pettegolezzi, una risorsa per la quale i negozi dei barbieri erano famosi.
Le entrate dalla pubblicità sui giornali si svilupparono parallelamente alla carriera di Lloyd. Fino all'abolizione nel 1853, il dazio era proibitivo. Poiché era necessario stabilire una nuova abitudine, il mercato impiegò un po' di tempo ad andare avanti. Il Lloyd's Weekly vi aveva dedicato mezza pagina nel 1855 e tutti gli annunci erano di tipo commerciale. Nel 1865, il volume era salito a due pagine e solo la metà erano piccoli annunci personali. Nel 1875, la pubblicità di entrambi i tipi occupava più di tre pagine.
Al Daily Chronicle, la pubblicità produsse fino al 40% dei ricavi e il volume doveva essere limitato a non più della metà del giornale. Seguendo la tradizione dei giornali locali, conteneva una quantità di piccoli annunci.

## Vita privata
Lloyd proveniva da una famiglia della classe media, anche se indigente. I suoi genitori avevano trasmesso ai loro tre figli dei valori sani. Tuttavia, le aspirazioni della classe media che li accompagnavano furono una benedizione non globale. Il fratello maggiore di Edward, Thomas, divenne medico e membro del Royal College of Surgeons, ed Edward chiaramente fece un'ottima carriera, ma purtroppo il loro fratello William non ce la fece mai e morì di alcolismo.
Il matrimonio di Lloyd con Isabella McArthur, nel 1834, fu seguito dalla nascita di Edward Jr nello stesso anno e di Charles nel 1840. Entrambi vissero fino alla vecchiaia. Un terzo figlio, Alfred, nacque nel 1842 ma visse solo 17 mesi. Dall'aprile 1844, anche se ancora sposato con Isabella, Edward si era creato una seconda casa con Mary Harvey a Forest Hill. Era la moglie del fornitore di carta di Lloyd's, William Mullett, e il fatto portò questi a citare in giudizio Lloyd per "Criminal Conversation" nel dicembre 1844. William Mullet aveva scoperto la relazione e le sue rivelazioni a Isabella la costrinsero a trasferirsi dalla casa di Salisbury Square.
Mary ed Edward ebbero un figlio, Frederick, nato nel febbraio 1845. Mary morì di colera nell'agosto del 1849 e Frederick fu allevato da suo padre e partecipò a pieno titolo all'attività dell'azienda e fu uno dei quattro figli che ricevettero una quota superiore alla media della sua eredità. Provvide alla necessità di Edward Jr e Charles, sebbene avessero anche trascorso del tempo con la famiglia della madre.
Istaurò poi una relazione con Maria Martins che doveva durare per il resto della sua vita. Non si sa quando si fossero incontrati, tranne che erano presenti nella stessa casa al momento del censimento del 1851. Dato che Isabella era ancora viva, non potevano sposarsi. Lo fecero, in silenzio nell'Essex, tre settimane dopo la morte di Isabella nel 1867 quando undici dei loro 15 figli erano già nati.
Il mondo vittoriano avrebbe avuto una visione sempre più oscura dei precedenti di Lloyd e avrebbe potuto condannarlo per non aver intrapreso una vita di celibato dopo la separazione da Isabella. Questo non ci si sarebbe aspettato dalla gente comune negli anni 1840 ma, negli anni 1870, l'importanza fondamentale della posizione sociale avrebbe reso imperativo nascondere l'illegittimità di 12 dei suoi figli e desiderabile stendere un velo sulle sue origini modeste e audaci all'inizio della carriera.
Se fu davvero la famiglia a nascondere la verità, non gli rese certo un grande servizio. Entro la metà del XX secolo, tutti i suoi successi erano stati dimenticati, mentre l'illegittimità e le sue prime pubblicazioni erano facilmente rintracciabili. A queste si aggiunsero voci speculative, come la sua avidità e meschinità negli affari, il comportamento licenzioso che si tradusse in molti più bambini che abbandonò e la volgarità di tutte le sue pubblicazioni, dai penny bloods al Lloyd's Weekly.
Tutto ciò era completamente in contrasto con le opinioni delle persone che lo avevano conosciuto. Era molto rispettato per la sua intelligenza incisiva, l'energia instancabile e molti talenti: "Personalmente, era un uomo molto interessante, il suo discorso, acuto, penetrante e pertinente, era un riflesso del suo carattere" (il corrispondente londinese del South Australian Chronicle, 1890). Sopravvivono solo le registrazioni delle sue relazioni con le persone che aveva incontrato nel corso degli affari, ma la sua capacità di avere amicizie salde e durature con molte di loro (ad es. Douglas Jerrold, Richard Hoe, Tom Catling) suggerisce la visione di un uomo di notevole umanità e buon umore.
Sebbene Frank, il figlio maggiore di Lloyd e Maria, offuscò il padre in termini di pura filantropia, le fonti suggeriscono che Lloyd fosse stato anche un buon datore di lavoro. Scrivendo della sua cartiera e stamperia di Bow Bridge, nel 1875, William Glenny Crory descrisse un'azienda ordinata e ben gestita che impiegava 200 dipendenti apparentemente soddisfatti. Nel 1862-1863, il Lloyd's Weekly raccolse £ 3.676 (£ 410.000 oggi) per le vittime della carestia di cotone nel Lancashire in parte dai proventi delle vendite superiori alla media del giornale nel dicembre 1862. Venne introdotta la partecipazione agli utili dei lavoratori nelle cartiere del Kent durante la vita di Edward. Frank andò molto oltre e costruì un villaggio modello per i lavoratori della carta negli anni 1920.
Tutti i figli di Edward erano ben istruiti, per lo più in piccoli collegi, una pratica che all'epoca era quasi universale per coloro che potevano permettersela. Frank fu in parte istruito in Francia. Altri dei suoi figli vennero probabilmente istruiti all'estero per almeno una parte del loro corso di studi.
Lloyd riteneva che fosse importante che i suoi figli venissero allevati per poter entrare nel mondo degli affari. Cinque di loro lavorarono per lui in vari ruoli, con Frank che si assunse la maggior parte delle responsabilità della gestione dell'azienda dopo la morte di suo padre.
L'unico figlio che andò all'università fu quello più giovane, Percy, che studiò a Oxford e divenne un pastore. Il memoriale duraturo di Percy è Voewood House  nel Norfolk.  Egli incaricò l'architetto Edward S. Prior di costruirlo nel 1902.
Una caratteristica della vita e del carattere di Lloyd che sembra notevole all'occhio moderno, sebbene abbastanza normale per le persone della sua generazione, era la sua assunzione di responsabilità finanziaria per i suoi affari. Se fosse fallito, la sua fortuna personale sarebbe scomparsa. Fondò una società nel 1843, prima che la responsabilità limitata fosse legalmente disponibile, ma non sembra essere stata utilizzata per investimenti. Probabilmente la usò come un vantaggio contabile ma si assumeva la piena responsabilità dei suoi debiti.
Nel 1890 ricostituì la Edward Lloyd Ltd come società a responsabilità limitata. Poco più della metà delle azioni doveva essere tenuta in custodia dai suoi nipoti. Conservò per sé le restanti quote e le lasciò con un testamento, redatto contestualmente, che vincolava per 21 anni i propri beni in affidamento ai figli. L'esecutore del testamento valutò il suo patrimonio in £ 565.000. Sebbene il valore delle azioni nel fondo familiare fossero speculative, probabilmente avrebbe aggiunto circa 350.000 sterline l'8 aprile 1890, quando morì. Tale somma varrebbe circa 105 milioni di sterline odierne.